# 新井宏之
新井 宏之（あらい ひろゆき）は、アンテナ工学、衛星通信、移動体通信、マイクロ波工学を専門とする日本の工学者。横浜国立大学名誉教授。元横浜国立大学大学院工学研究院教授。

## 著書
- 『図解でわかる電気の事典』 (西東社 1998年7月)
- 『新アンテナ工学―移動通信時代のアンテナ技術』(総合電子出版社 1996年4月)
- 『よくわかる電磁気学 (セメスタ学習シリーズ)』(オーム社 1994年10月)
- 『電波工学 (21世紀を指向した電子・通信・情報カリキュラムシリーズ) 』(共著 昭晃堂 1992年5月)